# Liwale (Distrikt)
Liwale ist ein Distrikt in der tansanischen Region Lindi mit dem Verwaltungssitz in Liwale. Der Distrikt grenzt im Norden an die Region Pwani, im Osten an den Distrikt Kilwa, im Süden an den Distrikt Nachingwea und an die Region Ruvuma und im Westen an die Region Morogoro.

## Geographie
| Der Distrikt hat eine Fläche von 38.380 Quadratkilometer und 136.505 Einwohner (Volkszählung 2022). Von der Gesamtfläche sind zwei Drittel Wald. Der Großteil entfällt mit 25.587 Quadratkilometer auf das Selous Wildreservat, das den ganzen nördlichen und westlichen Teil des Distrikts einnimmt. Etwa tausend Quadratkilometer entfallen auf das Nyera-Kipele Forstreservat. Ein Drittel ist Wohnraum und Landwirtschaftsgebiet, beziehungsweise Pufferzone zum Wildreservat. | Hier fehlt eine Grafik, die leider im Moment aus technischen Gründen nicht angezeigt werden kann. Wir arbeiten daran! |

## Geschichte
Der Distrikt Liwale wurde im Jahr 1975 gegründet. Davor war er ein Teil des Distriktes Nachingwea.

## Verwaltungsgliederung
Der Distrikt ist in 20 Bezirke (Wards) gegliedert:
- Barikwa
- Kiangara
- Kibutuka
- Kichonda
- Kimambi
- Likongowele
- Lilombe
- Liwale 'B'
- Liwale Mjini
- Makata
- Mangirirkiti
- Mbaya
- Mihumo
- Mirui
- Mkutano
- Mlembwe
- Mpigamiti
- Nangando
- Nangano
- Ngongowele

| Die Bevölkerungszahl von Liwale stieg von 52.240 im Jahr 1988 auf 75.128 im Jahr 2002 und auf 91.380 im Jahr 2012. Das bedeutet, dass sich die jährliche Zuwachsrate von 2,6 Prozent auf 2,0 Prozent verringert hat. Von 2012 bis 2022 wuchs die Bevölkerung um 4,1 Prozent jährlich auf 136.505 Menschen: \| Volkszählung \| Einwohner \| \| ------------ \| --------- \| \| 1988 \| 52.240 \| \| 2002 \| 75.128 \| \| 2012 \| 91.380 \| \| 2022 \| 136.505 \| Von den über Fünfjährigen sprachen 57 Prozent Swahili, sechs Prozent Englisch und Swahili, 37 Prozent waren Analphabeten (Stand 2012). - Bildung: Für die Bildung der Jugend stehen 55 Grundschulen und 16 weiterführende Schulen zur Verfügung. - Gesundheit: Im Distrikt gibt es ein Krankenhaus, ein Gesundheitszentrum und 33 Apotheken (Stand 2016). | Hier fehlt eine Grafik, die leider im Moment aus technischen Gründen nicht angezeigt werden kann. Wir arbeiten daran! |
| Volkszählung | Einwohner |
| 1988 | 52.240 |
| 2002 | 75.128 |
| 2012 | 91.380 |
| 2022 | 136.505 |

| Die wichtigste Einnahmequelle für die Bevölkerung im Distrikt ist der Ackerbau, gefolgt von der Forstwirtschaft. Die Nutztierhaltung folgt erst an vierter Stelle nach Tätigkeiten außerhalb der Landwirtschaft. - Ackerbau: Der Distrikt hat die höchste Anzahl von Kleinbauern der Region und mit 3,4 Hektar auch die zweitniedrigste Anbaufläche je Haushalt. Die meisten Anbauflächen gab es für Mais und Hirse. Von den mehrjährigen Früchten waren nur Cashewnüsse von größerer Bedeutung (Stand 2003). - Viehzucht: Die am häufigsten gehaltenen Tiere waren Hühner und Rinder (Stand 2012). | Hier fehlt eine Grafik, die leider im Moment aus technischen Gründen nicht angezeigt werden kann. Wir arbeiten daran! |

## Wirtschaft und Infrastruktur

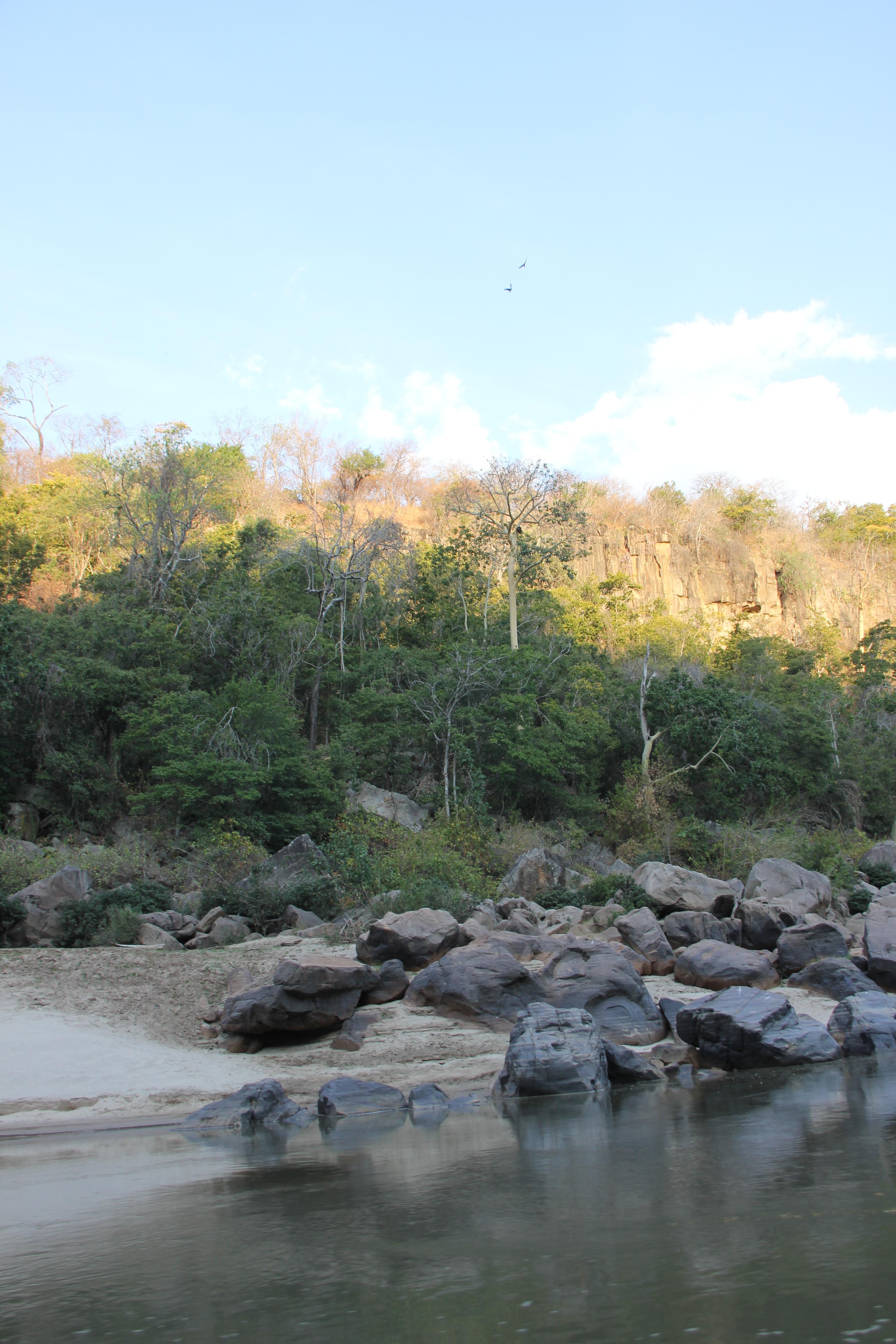
Im Selous Wildreservat

## Sehenswürdigkeiten
- Selous Wildreservat: Mehr als die Hälfte der Fläche des Distrikts entfällt auf das Selous Wildreservat.[10] Dieses 50.000 Quadratkilometer große Reservat wurde schon im Jahr 1982 zum UNESCO-Welterbe erklärt und ist wegen seiner Vogel- und Säugetiervielfalt bekannt. Es beherbergt eine der größten Büffelpopulationen von Afrika.[11]